# Badzianko
Badzianko – nieoficjalny przysiółek wsi Malachin w Polsce, położony w województwie pomorskim, w powiecie chojnickim, w gminie Czersk.
W latach 1975–1998 miejscowość administracyjnie należała do województwa bydgoskiego.